# Třída Sirène (1925)
Třída Sirène byla třída ponorek francouzského námořnictva. Celkem byly postaveny čtyři jednotky této třídy. Francouzské námořnictvo je provozovalo v letech 1927–1942. Za druhé světové války tři ponorky potopily vlastní posádky. Čtvrtá byla vyřazena už před válkou.

## Pozadí vzniku
Celkem byly postaveny čtyři jednotky této třídy. Objednány byly v rámci programu pro rok 1922. Do služby byly přijaty roku 1927. Postavila je francouzská loděnice Ateliers et Chantiers de la Loire v Nantes.
Jednotky třídy Sirène:
| Jméno           | Loděnice                          | Založení kýlu | Spuštěn           | Vstup do služby | Osud |
| --------------- | --------------------------------- | ------------- | ----------------- | --------------- | --- |
| Sirène (Q123)   | Ateliers et Chantiers de la Loire | 1923          | 6. srpna 1925     | 1927            | V letech 1940–1942 podřízena vládě ve Vichy. Dne 27. listopadu 1942 v Toulonu potopena vlastní posádkou. Vyzvednuta. V roce 1944 potopena spojeneckým letectvem.            |
| Naïade (Q124)   | Ateliers et Chantiers de la Loire | 1923          | 20. října 1925    | 1927            | V letech 1940–1942 podřízena vládě ve Vichy. Dne 27. listopadu 1942 v Toulonu potopena vlastní posádkou. Vyzvednuta. Dne 24. listopadu 1943 potopena spojeneckým letectvem. |
| Galathée (Q125) | Ateliers et Chantiers de la Loire | 1923          | 18. prosince 1925 | 1927            | V letech 1940–1942 podřízena vládě ve Vichy. Dne 27. listopadu 1942 v Toulonu potopena vlastní posádkou. Vyzvednuta. V červnu 1944 potopena spojeneckým letectvem.          |
| Nymphe (Q126)   | Ateliers et Chantiers de la Loire | 1923          | 1. dubna 1926     | 1927            | Vyřazena 1938. |

## Konstrukce

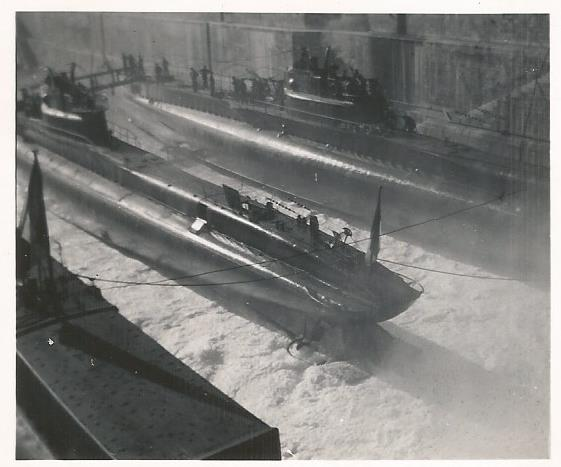
Ponorka Galatée v Toulonu

Ponorky měly dvoutrupou koncepci. Problematické byly nevyhovující podmínky v prostorách pro posádku. Ponorky nesly sedm 550mm torpédometů se zásobou třinácti torpéd. Pouze dva příďové torpédomety se nacházely uvnitř tlakového trupu, ostatní byly externí. Dva byly na přídi, dva otočně za věží a jeden na zádi. Dále nesly jeden 75mm kanón a dva 8,8mm kulomety. Pohonný systém tvořily dva diesely Sulzer o výkonu 1300 bhp a dva elektromotory o výkonu 1000 bhp, pohánějící dva lodní šrouby. Nejvyšší rychlost dosahovala 14 uzlů na hladině a 7,5 uzlu pod hladinou. Dosah byl 3500 námořních mil při rychlosti 9 uzlů na hladině a 75 námořních mil při rychlosti pět uzlů pod hladinou. Operační hloubka ponoru dosahovala 80 metrů.